# Савостин, Виктор Георгиевич
Виктор Георгиевич Савостин (4 [17] марта 1903, село Куракино, Саратовская губерния — 1 сентября 1976) — советский художник-постановщик.

## Биография
В. Г. Савостин родился 17 марта 1903 года в селе Куракино Саратовской губернии (ныне — в Сердобском районе Пензенской области).
Окончил Саратовский художественно-промышленный техникум (1925), Ленинградскую Академию художеств (1933). Успешно защитил дипломную работу по сценарию «Фронт продолжается» (совместно с Л. И. Гагариной. Присвоено звание художника-постановщика.
С 1935 года и по 1963 год — художник-постановщик киностудии «Ленфильм».
Скончался 1 сентября 1976 года.

## Фильмография
1. 1935 — Инженер Гоф (совместно с Исааком Махлисом) (Режиссёры-постановщики: Рашель Мильман, Борис Шпис)
2. 1936 — Концерт Бетховена (совместно с В. Первуниным) (Режиссёры-постановщики: Владимир Шмидтгоф-Лебедев, Михаил Гавронский)
3. 1939 — Огненные годы (Режиссёр-постановщик: Владимир Корш-Саблин)
4. 1940 — Приятели (Режиссёр-постановщик: Михаил Гавронский)
5. 1941 — Приключения Корзинкиной (Режиссёр-постановщик: Климентий Минц)
6. 1946 — Остров Безымянный (Режиссёр-постановщик: Адольф Бергункер)
7. 1949 — Счастливого плавания! (Режиссёр-постановщик: Николай Лебедев)
8. 1952 — Навстречу жизни (Режиссёр-постановщик: Николай Лебедев)
9. 1953 — Любовь Яровая (Режиссёр-постановщик: Ян Фрид)
10. 1953 — Честь товарища (Режиссёр-постановщик: Николай Лебедев)
11. 1954 — Большая семья (совместно с Виктором Волиным) (Режиссёр-постановщик: Иосиф Хейфиц)
12. 1955 — Максим Перепелица (Режиссёр-постановщик: Анатолий Граник)
13. 1957 — Рядом с нами (Режиссёр-постановщик: Адольф Бергункер)
14. 1957 — Улица полна неожиданностей (Режиссёр-постановщик: Сергей Сиделёв)
15. 1958 — Дом напротив (короткометражный) (Режиссёр-постановщик: Аян Шахмалиева)
16. 1958 — Пучина (Режиссёры-постановщики: Антонин Даусон, Юрий Музыкант)
17. 1959 — Неоплаченный долг (Режиссёр-постановщик: Владимир Шредель)
18. 1960 — Победитель (короткометражный) (Режиссёр-постановщик: Виктор Садовский)
19. 1961 — Будни и праздники (Режиссёр-постановщик: Владимир Шредель)
20. 1962 — Душа зовёт (короткометражный) (Режиссёры-постановщики: Александр Борисов, Максим Руф)
21. 1963 — Мандат (Режиссёр-постановщик: Николай Лебедев)

## Награды
- Орден «Знак Почёта» (6 марта 1950 года) — за выдающиеся заслуги в развитии советской кинематографии, в связи с 30-летием[1].